# 相川村 (山梨県)
相川村（あいかわむら）は山梨県西山梨郡にあった村。現在の甲府市中心部の北方、相川上流域、要害山周辺にあたる。

## 地理
- 山：要害山
- 河川：相川

## 歴史
- 1875年（明治8年）1月 - 山梨郡和田村・小松村・塚原村・古府中村・岩窪村・下積翠寺村・上積翠寺村が合併して相川村となる。
- 1878年（明治11年）7月22日 - 郡区町村編制法の施行により、相川村が西山梨郡の所属となる。
- 1889年（明治22年）7月1日 - 町村制の施行により、相川村が単独で自治体を形成。
- 1937年（昭和12年）8月1日 - 甲府市に編入。同日相川村廃止。

## 名所・旧跡・観光スポット・祭事・催事
- 躑躅ヶ崎館
- 武田神社
- 要害山城
- 積翠寺温泉
- 法泉寺（甲府五山）
- 大泉寺